# Baron Bolsover

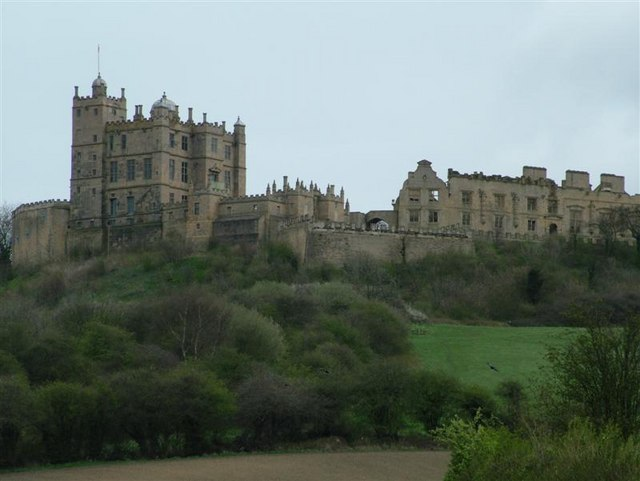
Bolsover Castle

Baron Bolsover, of Bolsover Castle in the County of Derby, war ein erblicher britischer Adelstitel in der Peerage of the United Kingdom.
Der Titel wurde am 23. April 1880 für Lady Augusta Cavendish-Bentinck (1834–1893) geschaffen. Die Verleihung erfolgte mit dem besonderen Zusatz, dass der Titel auch an die männlichen Nachkommen ihres Ehemannes Lieutenant-General Arthur Cavendish-Bentinck (1819–1877) aus anderen Ehen vererbbar seien. Entsprechend erbte bei ihrem Tod 1893 ihr Stiefsohn William Cavendish-Bentinck, 6. Duke of Portland, den Titel. Dieser hatte bereits seit 1879 den Titel Duke of Portland sowie weitere nachgeordnete Titel inne. Als dessen Sohn William Cavendish-Bentinck, 7. Duke of Portland am 21. März 1977 ohne männliche Nachkommen starb, erlosch die Baronie Bolsover. Das Dukedom und die übrigen Titel fielen an seinen Verwandten Ferdinand Cavendish-Bentinck als 8. Duke.

## Liste der Barone Bolsover (1880)
- Augusta Cavendish-Bentinck, 1. Baroness Bolsover (1834–1893)
- William Cavendish-Bentinck, 6. Duke of Portland, 2. Baron Bolsover (1857–1943)
- William Cavendish-Bentinck, 7. Duke of Portland, 3. Baron Bolsover (1893–1977)